# Aerodynamická brzda

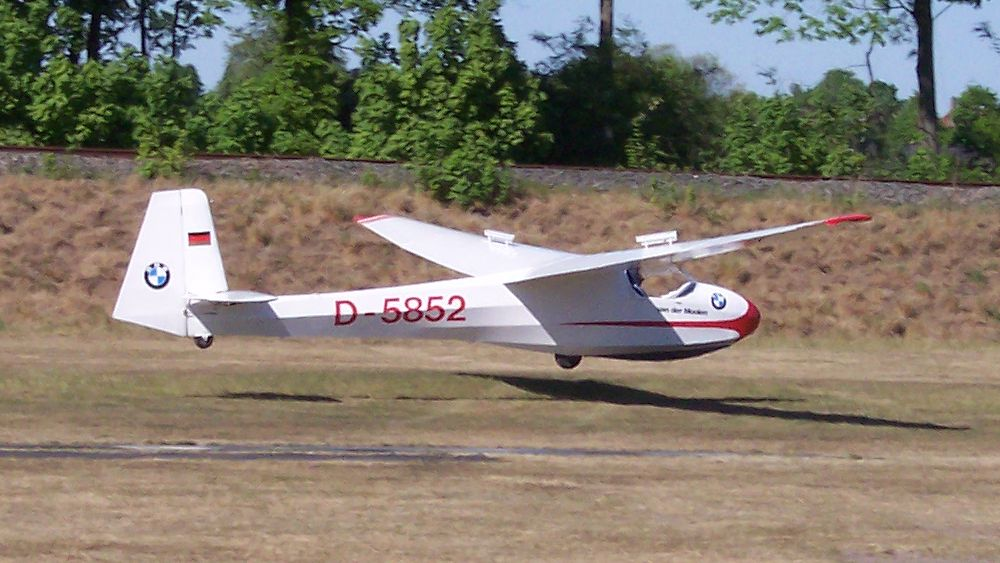
Vysunuté brzdicí klapky kluzáku Schleicher K 8b

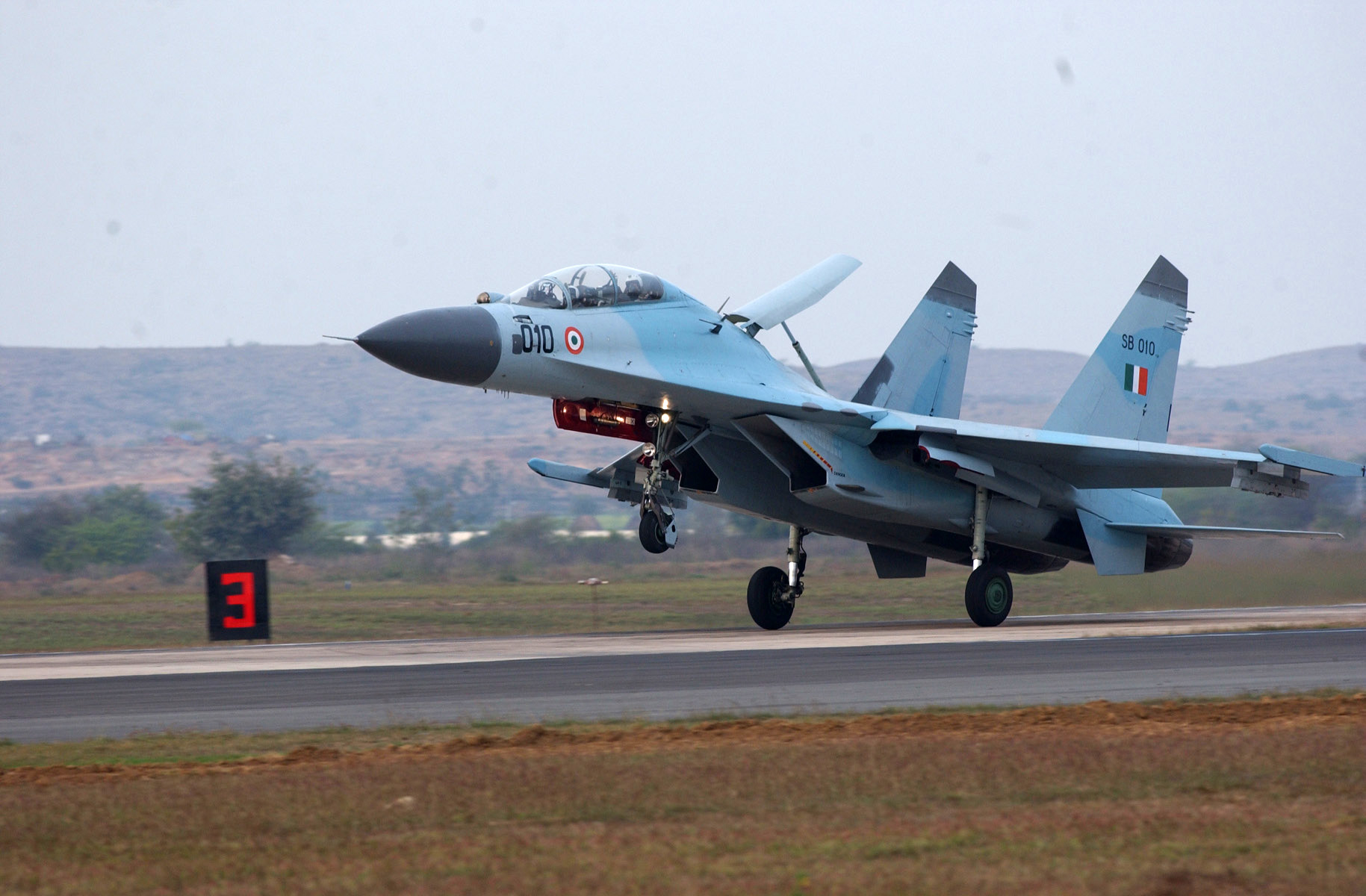
Vysunutý brzdicí štít letounu Su-30MKI

Aerodynamická brzda je pevná nebo nastavitelná plocha, která záměrně zvyšuje aerodynamický odpor pohybujícího se tělesa. Používá se zejména v letectví, méně často také při konstrukci rychlých strojů, ale i k regulaci otáček hracích strojků. Podobnou funkci jako aerodynamická brzda zastává i spoiler.

## Typy
- brzdicí klapky
- brzdicí štít
- brzdicí padák

## Použití
Brzdicí klapka se používá, když pilot potřebuje z nějakého důvodu snížit rychlost stroje; nejčastěji při přistávání. Klapka se vysune a zvýší se aerodynamický odpor, což má za následek snížení rychlosti. Úhel vyklopení se dá často regulovat podle potřeby – čím větší úhel, tím je brzdění rychlejší.